# Dysderina watina
Dysderina watina là một loài nhện trong họ Oonopidae.
Loài này thuộc chi Dysderina. Dysderina watina được Arthur M. Chickering miêu tả năm 1968.